# Anopheles paraliae
Anopheles paraliae este o specie de țânțari din genul Anopheles, descrisă de Sandosham în anul 1959. Conform Catalogue of Life specia Anopheles paraliae nu are subspecii cunoscute.